# Gil Young-Ah
Gil Young-Ah (en coreano: 길영아; 11 de abril de 1970) es una deportista surcoreana que compitió en bádminton, en las modalidades de dobles y dobles mixto.
Participó en dos Juegos Olímpicos de Verano en los años 1992 y 1996, obteniendo tres medallas, bronce en Barcelona 1992 y oro y plata en Atlanta 1996. Ganó tres medallas en el Campeonato Mundial de Bádminton entre los años 1991 y 1995.

## Palmarés internacional
| Juegos Olímpicos   | Juegos Olímpicos         | Juegos Olímpicos  | Juegos Olímpicos |
| Año                | Lugar                    | Medalla           | Prueba           |
| ------------------ | ------------------------ | ----------------- | ---------------- |
| 1992               | Barcelona (España)       | Medalla de bronce | Dobles           |
| 1996               | Atlanta (Estados Unidos) | Medalla de oro    | Dobles mixto     |
| 1996               | Atlanta (Estados Unidos) | Medalla de plata  | Dobles           |
| Campeonato Mundial |                          |                   |                  |
| Año                | Lugar                    | Medalla           | Prueba           |
| 1991               | Copenhague (Dinamarca)   | Medalla de bronce | Dobles           |
| 1993               | Birmingham (Reino Unido) | Medalla de bronce | Dobles           |
| 1995               | Lausana (Suiza)          | Medalla de oro    | Dobles           |